# Attentat de Via Rasella
Seconde Guerre mondiale
Batailles
Invasion de la Sicile
- Lampedusa
- Corkscrew
- Mincemeat
- Barclay
- Animals
- Chestnut
- Narcissus
- Fustian
- Ladbroke
- Gela
- Troina
- Centuripe

Invasion de l'Italie
- Baytown
- Avalanche
- Rome
- Slapstick
- Armistice de Cassibile
- Achse
- Naples
- Bombardement du Vatican
- Ligne Volturno
- Libération de la Corse
- Ligne Barbara
- Bombardement de Bari

Ligne Gustave
- Ligne Bernhardt
- Raincoat
- San Pietro Infine
- Rivière Moro
- Ortona
- Rivière Rapido
- Monte Cassino
- Shingle
- Cisterna
- Diadem
- Strangle
- Ligne Trasimene
- Libération de Rome
- Ancône
- Brassard

Ligne gothique
- Rimini
- Saint-Marin
- Gemmano
- Montecieco
- Monte Castello
- Garfagnana

Offensive du printemps 1945
- Tombola
- Bowler
- Roast
- Bologne
- Argenta Gap
- Herring
- Collecchio

Guerre civile italienne
L’attentat de Via Rasella, en italien Attentato di Via Rasella, parfois appelé Attacco di Via Rasella (« attaque de Via Rasella »,,,,), est la plus importante action menée à Rome par la Résistance italienne contre les forces d'occupation allemandes. Le 23 mars 1944, l'attaque tue 32 soldats du Polizeiregiment Bozen et en blesse environ 110 autres contre aucune perte côté italien. En représailles les Allemands tueront plus de 335 personnes le lendemain lors du massacre des Fosses ardéatines.

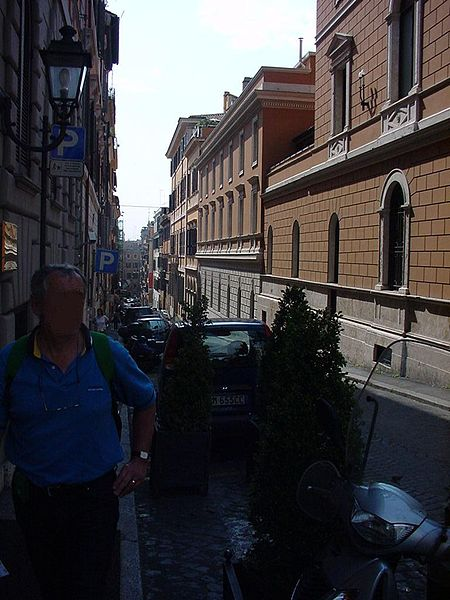
Via Rasella en avril 2007.

## Situation
La via Rasella se trouve au centre historique de Rome, au rione Trevi; elle relie la via delle Quattro Fontane (à côté du palais Barberini) à la via del Traforo, et prend le nom  « de la propriété de la famille Raselli qui se trouvait à cet endroit ».

## Histoire
Cette action est menée par les Groupes d'action patriotique (GAP) contre un corps armé des troupes d'occupation allemandes, le Polizei-Regiment Bozen, un régiment de l' Ordnungspolizei, la police d'ordre public. Au moment de l'attaque, le régiment était à disposition du commandement militaire allemand de la ville de Rome. Le régiment a pris le préfixe « SS », et donc le nom « SS-Polizei-Regiment Bozen », seulement le 16 avril 1944,.

### Les faits

Carte de l'attentat partisan.

Le 23 mars 1944 eut lieu la plus importante attaque partisane contre les troupes allemandes.
Les Groupes d'action patriotique, sous les ordres de Carlo Salinari (Spartacus) et Franco Calamandrei (Cola), étaient Via Rasella pendant le passage d'une compagnie du bataillon Polizeiregiment Bozen des SS, composé de 156 unités.
L'action débuta par l'explosion d'une bombe déposée par Rosario Bentivegna. Onze autres partisans participèrent : 
- via del Boccaccio : Franco Calamandrei, placé à l'angle de la rue, Carlo Salira près du tunnel et Silvio Serra ;
- via Rasella : Carla Capponi, Raul Falcioni, Fernando Vitagliano, Pasquale Balsamo, Francesco Curreli, Guglielmo Blasi, Mario Fiorentini et Marisa Musu qui effectuèrent aussi un feu de couverture à l'aide d'obus de mortier[10].

Les autres membres du groupe étaient absents pour diverses raisons : Lucia Ottobrini, malade, et Maria Teresa Regard, opposée au choix du lieu de l'attentat. 
L’attaque vit l'anéantissement de la compagnie allemande, provoquant la mort de 32 SS et environ 110 blessés ainsi que de deux civils, les partisans ne subissant aucune perte.

### Représailles allemandes

#### Fosses ardéatines
En représailles, les troupes allemandes tuèrent 335 personnes, prisonniers et personnes raflées, pratiquement toutes civiles, lors du massacre des Fosses ardéatines.

#### Rafle dughetto de Rome
Rafle de 1023 juifs déportés au camp de concentration d'Auschwitz.

#### Autres représailles
Rome compta pendant l'occupation nazie :
- 947 déportés provenant de la rafle du Quadraro,
- 66 patriotes fusillés à Forte Bravetta,
- dix fusillés à Pietralata,
- dix femmes fusillées au pont de l'Industrie
- quatorze ex-détenus à Via Tasso (it), massacrés à La Storta, le jour même de la libération (4 juin 1944)[11].